# Рурд-Ель-Багель
Рурд-Ель-Багель – велике нафтове родовище в Алжирі.

## Перший етап розробки
Рурд-Ель-Багель відкрили в 1962 році. Запаси вуглеводнів пов’язані з пісковиками кембрійського періоду та залягають на глибині 2,3 – 2,7 км нижче позначки океану (середні глибина від поверхні – 2,85 км).
Розробка родовища почалась в тому ж 1962-му, а пік видобутку припав на 1968-й. Станом на середину 1970-х він знизився майже утричі в порівнянні з рекордним значенням та залишався на такому рівні до кінця 20 століття. 

## Проект інтенсифікації
Станом на кінець 1999-го щодобово вилучали 52 тисячі барелів нафти, проте це не влаштовувало державний концерн Sonatrach, що провадив розробку. Як наслідок, уклали угоду з BP щодо інтенсифікації видобутку, яка передбачала активне закачування газу в резервуар із виходом на рівень у 100 тисяч барелів на добу. Ресурс для закачування отримували як за рахунок супутнього газу, так і з газотранспортної системи через трубопровід GR1 – Рурд-Ель-Багель. Втім, первісний результат проекту через недооцінку природної тріщинуватості виявився далеким від розрахунків – газ швидко прорвався до видобувних свердловин і станом на 2003 рік родовище видавало лише 32 тисячі барелів на добу, при тому що надходження газу з пластів збільшилось до 19 млн м3 у порівнянні з 6 млн м3 в 1999-му. У другій половині 2000-х все-таки спостерігалось суттєве зростання, так що рівень видобутку довели до рівня удвічі більшого за кінець 1990-х.
Станом на другу половину 2010-х з Рурд-Ель-Багель отримували біля 22 тисяч барелів на добу, що забезпечували 43 видобувні та 12 газонагнітальних свердловин (останні щоденно закачували в резервуар 19,8 млн м3).

## Інфраструктура родовища
Видача нафти відбувається через трубопровід діаметром 500 мм до транспортного хабу на Хассі-Месауд (найбільше нафтове родовище Алжиру).
В 2020-х узялись за проект спорудження на Рурд-Ель-Багель установки з вилучення зрідженого нафтового газу (ЗНГ, пропан-бутанова фракція), від якої прокладуть спеціалізований трубопровід Рурд-Ель-Багель – LR1.
Рурд-Ель-Багель має власну електростанцію загальною потужністю 38 МВт.